# The Far Side
The Far Side (dt. Die andere Seite) ist eine Cartoonreihe von Gary Larson, die vom 1. Januar 1979 bis zum 1. Januar 1995 erschien.

## Inhalt
Die meisten Cartoons Larsons bestehen aus nur einem Bild mit Bildunterschrift. Oft liegt der Witz in der Kombination aus Bild und Text. Wiederkehrende Themen sind auf einsamen Inseln gestrandete Menschen, Außerirdische, die Hölle und Höhlenmenschen. In vielen der Cartoons treten auch Tiere wie Kühe, Bären, Hunde und Enten auf. Menschliche Charaktere sind oft als übergewichtige Brillenträger dargestellt. Vorgänger der Cartoonreihe war die Comicserie Nature's Way.

## Verbreitung
The Far Side wurde von über 1.900 Tageszeitungen veröffentlicht, in 17 Sprachen übersetzt und in Kalendern und vielen Büchern reproduziert.
Im Juli 2020 veröffentlichte Larson auf seiner Website drei neue Far-Side-Cartoons, auch werden alte Werke von ihm online aufgeschaltet.

## Auszeichnungen
- 1990: Reuben Award
- 1994: Reuben Award